# Chlorowodorek hydroksyloaminy
Chlorowodorek hydroksyloaminy, [NH
3OH]Cl – nieorganiczny związek chemiczny, sól hydroksyloaminy i kwasu solnego. Otrzymywany przez zobojętnienie hydroksyloaminy kwasem solnym.
Stosowany jako substrat do otrzymywania hydroksyloaminy (przez reakcję z zasadą i oddestylowanie wydzielającej się wolnej hydroksyloaminy pod zmniejszonym ciśnieniem), jako odczynnik do syntez chemicznych oraz w mieszaninie z odpowiednim wskaźnikiem pH, np. oranżem metylowym w roztworze etanolowym, w reakcji charakterystycznej do wykrywania związków karbonylowych – pod ich wpływem wydziela się chlorowodór, który zakwasza środowisko i zmienia barwę wskaźnika.